# BEXCO站
BEXCO站（：／ Bekseuko yeok */?）中文也譯作釜山會展中心站，是釜山地鐵2號線與東海線沿線交會的一座轉乘車站，位於韓國釜山廣域市海雲臺區佑洞。該站原本分屬兩條線路的不同車站，2016年時東海線釜山市區路段複線電氣化通車，兩線站體合併成為同一站。2號線的韓語副站名則是合併前的舊站名「市立美術館」（시립미술관）。

## 車站結構
兩線站體均為2面2線的側式月台，2號線為地下車站，東海線則為地面車站。

### 2號線月台
地下1樓為候車室和票閘口等站務設施，候車月台則位於地下2樓，設有月台幕門，並有9處出口。

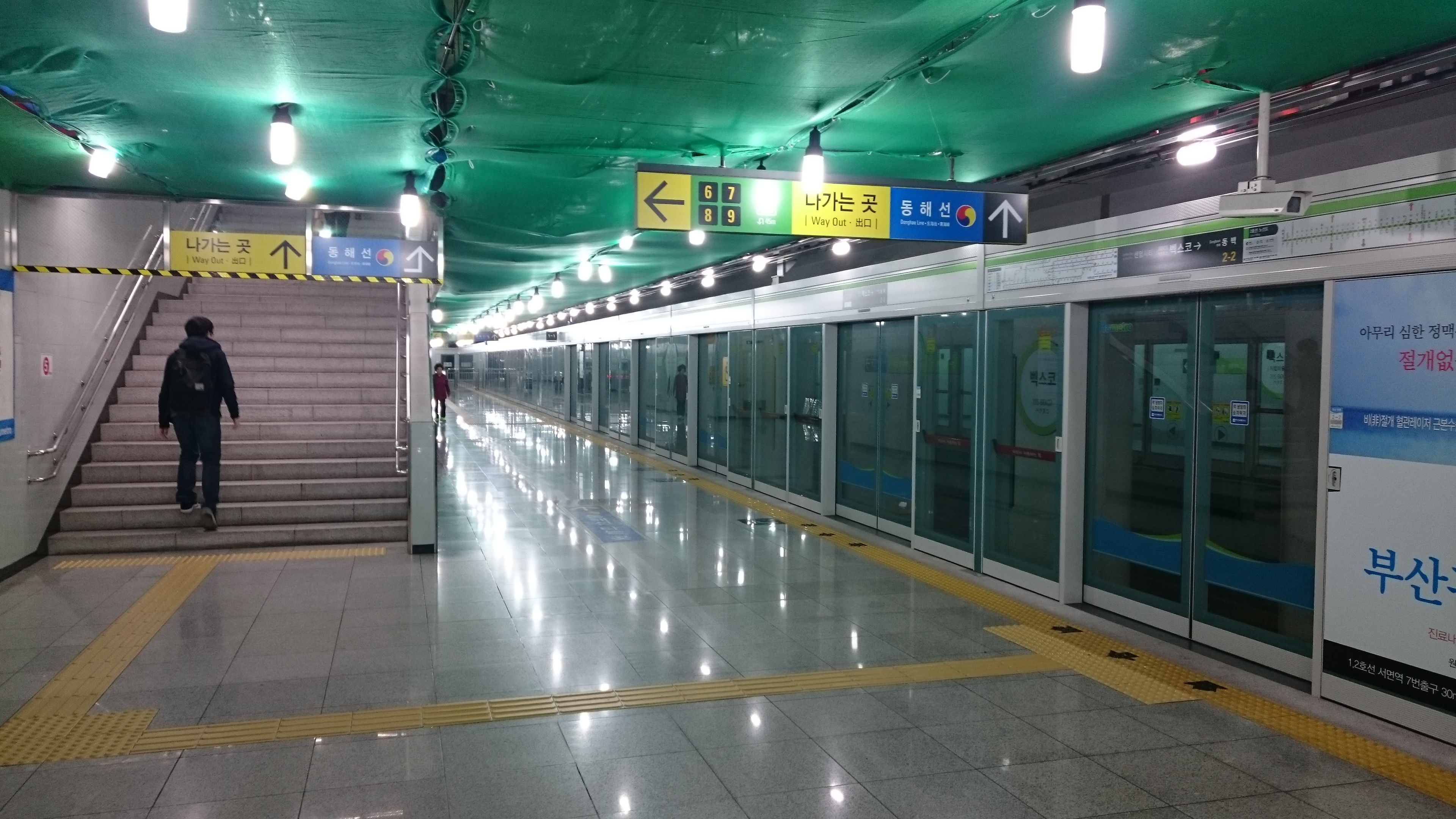
2號線候車月台

本站無法轉乘對向列車。
| 冬柏 ↑        |
| \| 上         |
| ↓ Centum City |

| 月台 | 路線               | 目的地                                 |
| ---- | ------------------ | -------------------------------------- |
| 上行 | ●釜山都市铁道2号线 | 海雲臺、中洞、萇山方向                 |
| 下行 | ●釜山都市铁道2号线 | 水營、西面、沙上、德川、湖浦、梁山方向 |

### 東海線月台

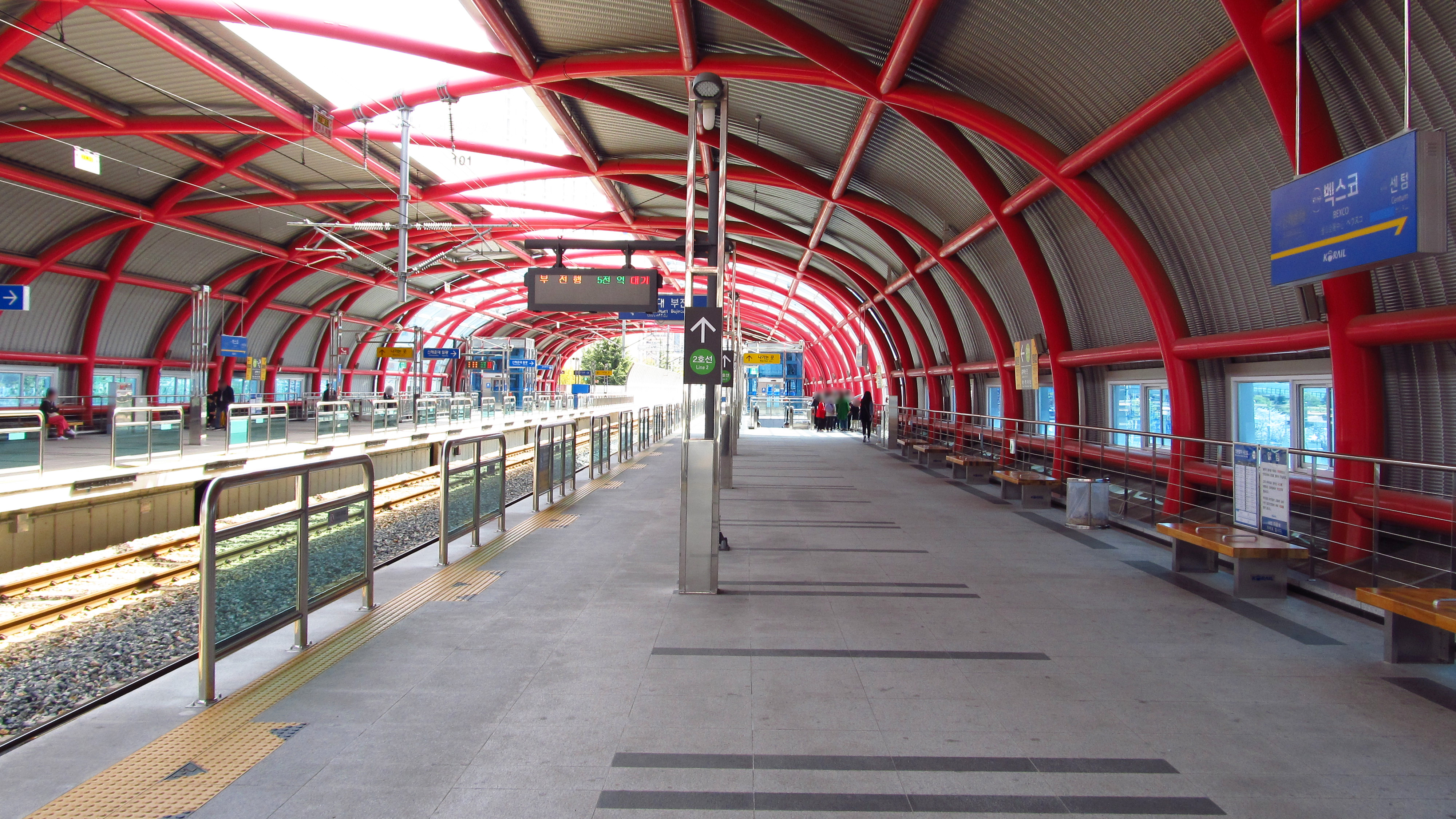
東海線候車月台

| ↑ Centum   |
| \| ２      |
| 新海雲臺 ↓ |

| 月台 | 路線            | 目的地                           |
| ---- | --------------- | -------------------------------- |
| 1    | ●广域电铁东海线 | Centum、教大、巨堤、釜田方向     |
| 2    | ●广域电铁东海线 | 新海雲臺、機張、日光、太和江方向 |

## 歷史
- 1996年4月1日：佑一站落成啟用。
- 2002年8月29日：2號線站體落成，站名為市立美術館。
- 2016年11月21日：2號線站體改为现名[1]
- 2016年12月30日：東海南部線鐵路複線电气化工程完工，迁至新站并更名为BEXCO，編入東海本線，廣域電鐵東海線開始運行[2][3]。

## 車站周邊
- 釜山市立美術館（朝鲜语：부산시립미술관）
- 釜山國際會展中心（朝鲜语：벡스코）（BEXCO）
- 奧運紀念國民生活館
- 水營路教會
- 海江高校
- 海江中學
- 海雲臺工業高校
- 奧林匹克路口轉運站
- 中國駐釜山總領事館

## 圖片

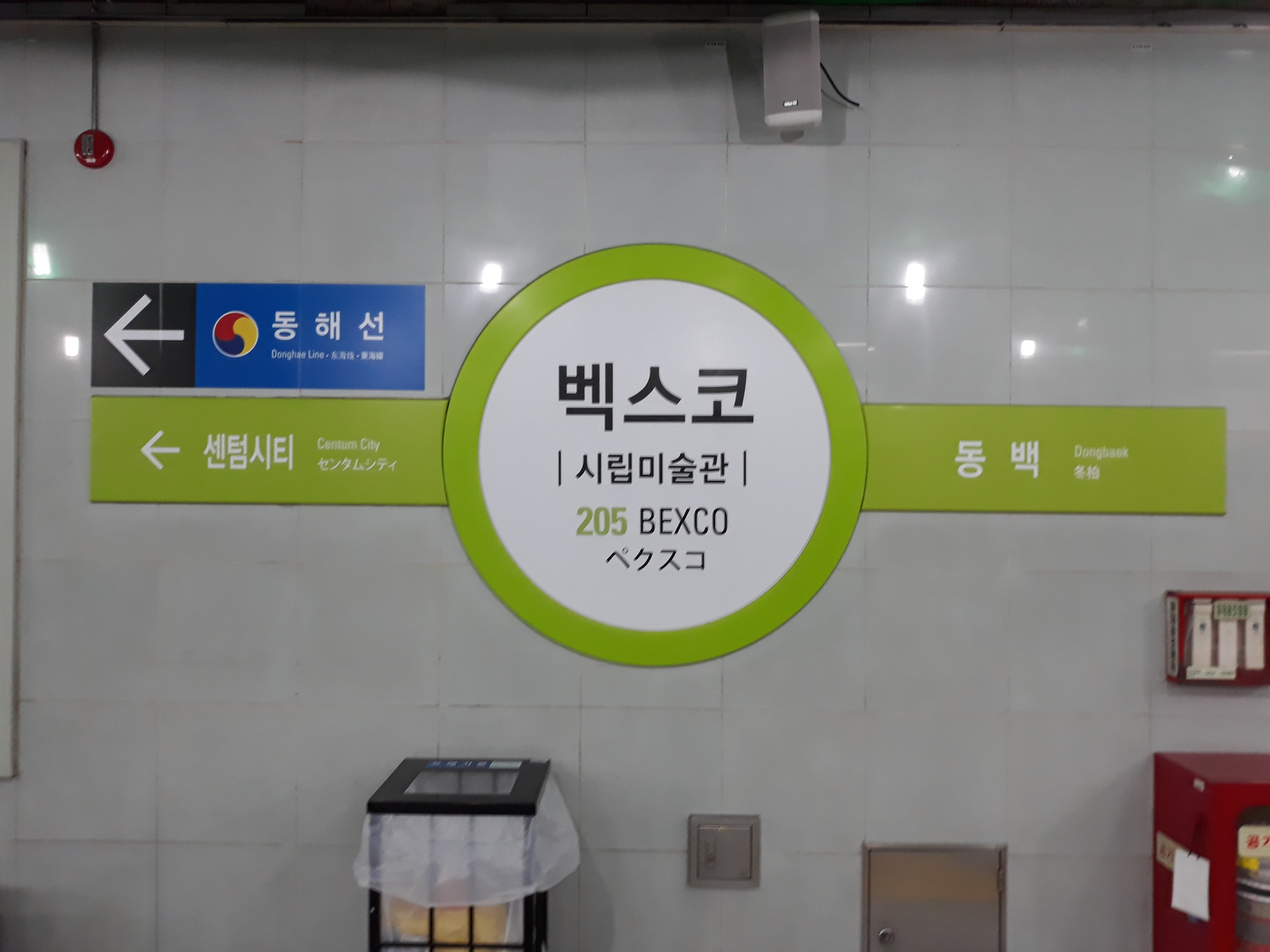
2號線站名牌
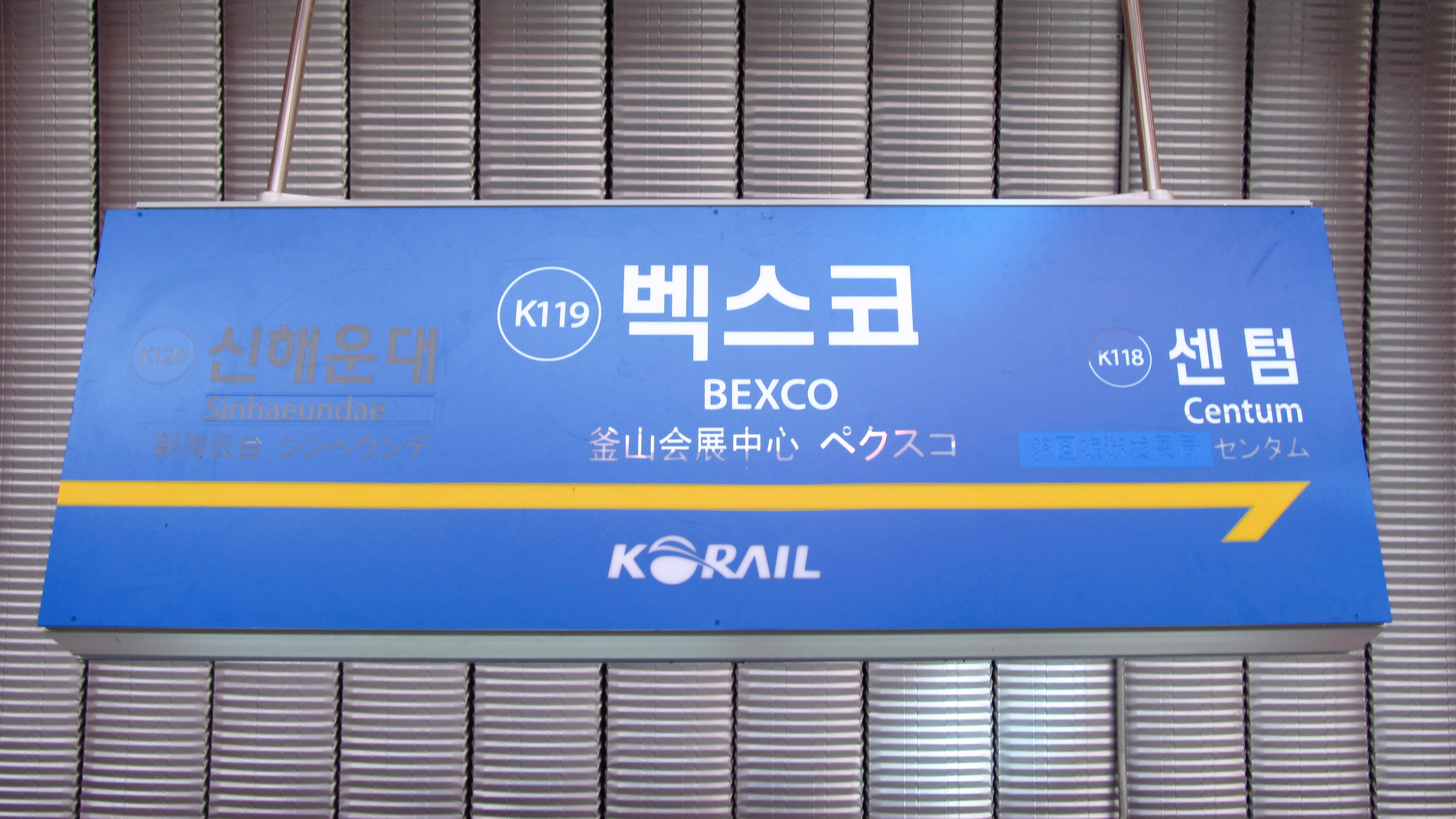
東海線站名牌
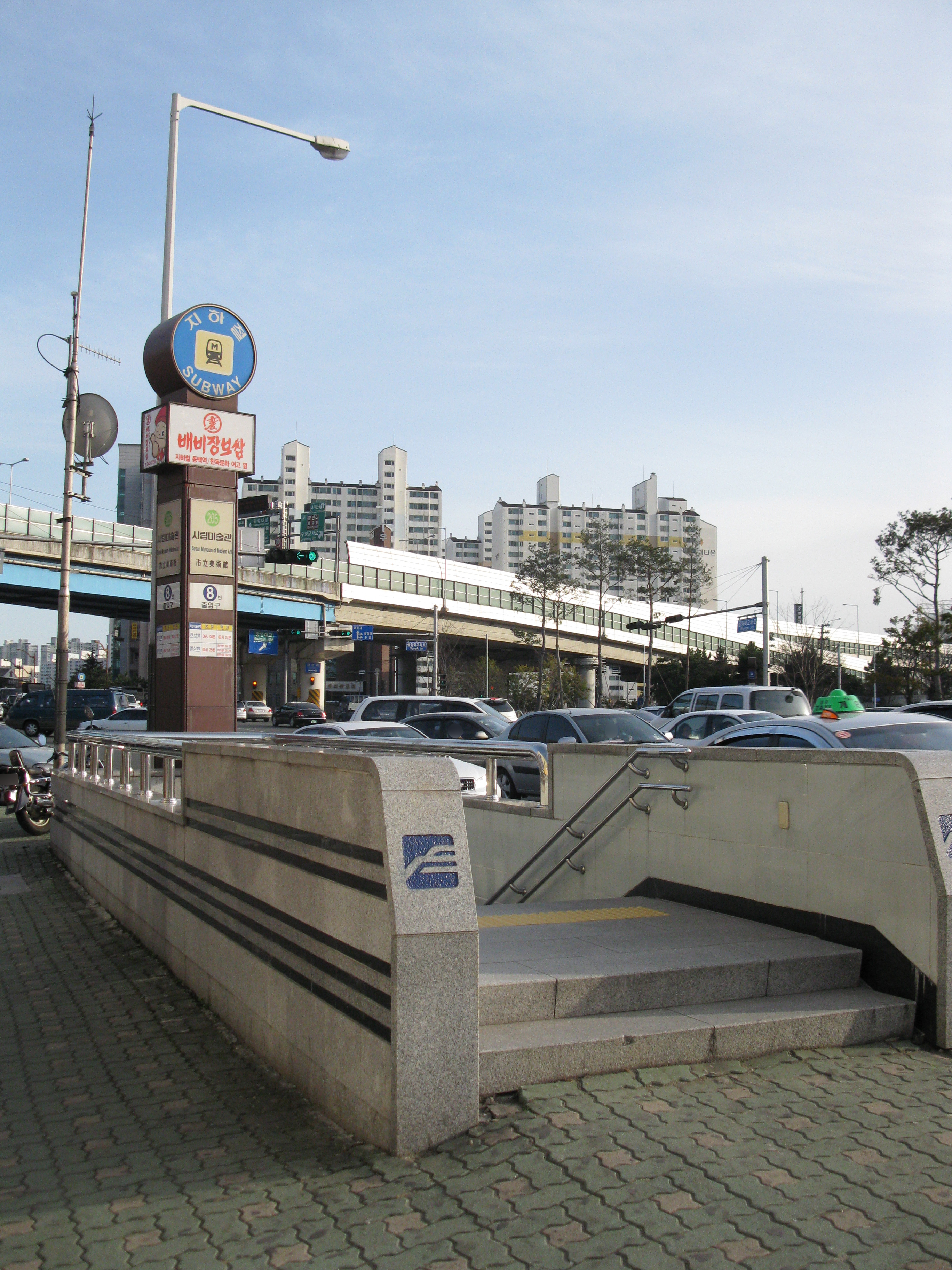
2號出口

## 相鄰車站
釜山交通公社
●釜山都市铁道2号线
冬柏（204）－BEXCO（205）－Centum City（206）
韓國鐵道公社
●广域电铁东海线
Centum（K118）－BEXCO（K119）－新海雲臺（K120）